# Éditions Balland
Pour les articles homonymes, voir Balland.
Les éditions Balland sont une maison d'édition fondée à Paris en 1967 par André Balland. Le siège de l'entreprise est situé au 91, avenue de la République à Paris.

## Historique
Les éditions Balland ont été fondées par André Balland en 1966, dans le quartier latin à Paris. 
Dès 1969, Balland lance plusieurs marques dédiées aux ouvrages érotiques : « Underground Press » et les « Éditions du Chardon » ; certains titres, entre 1970 et 1972, sont frappés par une interdiction de vente aux mineurs et d'exposition.
La maison publie par exemple des romans de Georges-Olivier Châteaureynaud, Dominique Fernandez, Patrick Grainville, Françoise Xenakis, Jean-Marc Roberts, Patrick Poivre d'Arvor, Patrick Rambaud, Jacob Dellacqua, ou Roland Topor. En 1983, Les Égarés, un roman de Frédérick Tristan édité par cette maison d'édition, reçoit le Prix Goncourt
En 1990, le fondateur André Balland, en difficulté, vend cette maison d'édition à Cap D, une société de capital risque,. L’année suivante, à la suite de difficultés, cette fois de cette nouvelle maison mère, Cap D, la maison d’édition se retrouve en cessation de paiements, malgré un catalogue d’auteurs solide, une réputation de permettre à de nouveaux auteurs de se lancer et une  collection renommée, L'Instant romanesque. La maison est cédée à Jean-Jacques Augier qui en devient président-directeur général. Elle publie alors notamment Les Monologues du vagin d'Eve Ensler dans la collection « Le Rayon », dirigée par Guillaume Dustan.  
Après avoir quelque peu délaissé cette maison d'édition pendant la campagne municipale à Paris, où Augier est candidat dans le 5e arrondissement, celui-ci décide d’arrêter. Il revend l’entreprise en 2001 à Denis Bourgeois, ancien PDG de Calmann-Lévy sous le nom Société Nouvelle des Éditions Balland. Elle est mise en redressement judiciaire le 2 décembre 2004, puis en liquidation judiciaire le 28 février 2005 et radiée du registre du commerce le 28 septembre 2009. 
À compter de 2006, la marque Éditions Balland est reprise par Jean-Claude Gawsewitch comme gérant. Éric Naulleau y devient directeur éditorial. Ensemble, Gawsewitch et Naulleau fondent la société Balland Éditeur. Cette société est placée en liquidation judiciaire le 10 avril 2014.
En 2014, Sabine et Marc Larivé – ancien directeur des éditions du Rocher – rachètent les éditions Balland qui publient Vladimir Fédorovski comme auteur emblématique, notamment son best-seller Poutine, l’Ukraine, les faces cachées en mars 2022, puis sa suite Le roman d’une révolution, Nicolas II-Lénine en août 2022.

## Prix littéraires
- 1983 : prix Goncourt attribué à Les Égarés de Frédérick Tristan.
- 1999 : prix de Flore attribué à Nicolas Pages de Guillaume Dustan